# Fausto Coppi
Fausto Coppi (Fausto-Angelo, Castellania, Província de Alessandria, 15 de setembro de 1919 – Tortona, Província de Alessandria, 2 de janeiro de 1960) foi um ciclista italiano, apelidado Il Campionissimo e l'Airone.
Pentacampeão do Giro d'Italia (1940, 1947, 1949, 1952 e 1953), e duplo vencedor da Volta a França (1949 e 1952), em 1949 converteu-se no primeiro dos poucos corredores da história capazes de ganhar as duas provas na mesma temporada, repetindo esta façanha em 1952. Em toda a sua trajectória desportiva ganhou 122 corridas. Foi Campeão do Mundo de Ciclismo em estrada (1953), e estabeleceu o recorde mundial da hora (1942).
É considerado como um dos maiores ciclistas de todos os tempos.

## Biografia
Nascido em 1919 na localidade piamontesa de Castellania, era o quarto filho de Domenico Coppi e de Angiolina Boveri (o quinto irmão, Serse Coppi, que também seria ciclista profissional, nasceria em 1923). De família humilde, conseguiu a sua primeira bicicleta aos 8 anos e utilizou-a para trabalhar como repartidor da loja de comestíveis da população vizinha de Novi Ligure. Em 1937, conheceria o seu descobridor Biagio Cavanna que o animou a que participasse em corridas não profissionais. As excepcionais características físicas que tinha não demoraram em aflorar no jovem Coppi.
A partir de 1939, a sua carreira começa a despontar, primeiro à sombra do veterano Gino Bartali (indiscutível figura daqueles anos), e pouco depois fazendo valer as suas magníficas condições. Assim, até o estalido da Segunda Guerra Mundial consegue inumeráveis triunfos de grande prestígio, como a sua primeira Volta (com tão só 20 anos) ou o recorde do mundo da hora.
Mas a segunda guerra mundial parte a sua carreira crescente: é enviado à África com a "Divisione Ravenna" de infantaria. Feito prisioneiro pelos ingleses, é posto em liberdade em 1945.
Dois anos depois, em 1947 consegue a sua segunda Volta, e já em 1949 chega ao topo da sua carreira: consegue adjudicar-se à sua terceira Volta e seu primeiro Tour, e converte-se no primeiro corredor da história capaz de adjudicar-se às duas provas na mesma temporada.

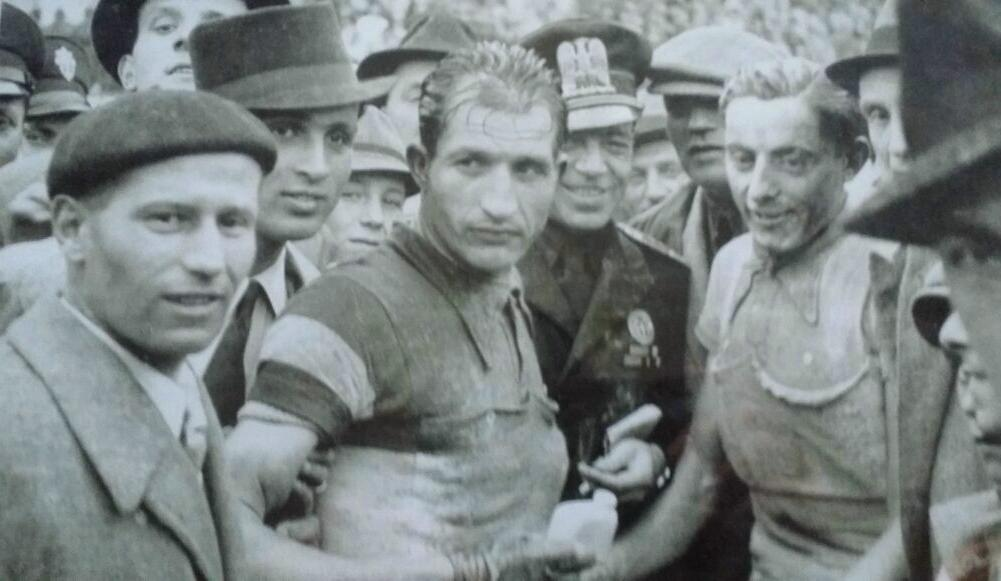
Gino Bartali e Fausto Coppi

Em 1951 falece o seu irmão Serse, provocando uma profunda crise em Fausto (curiosamente, compartilha esta triste circunstância com Bartali, que também tinha perdido anos antes o seu irmão Giulio numa prova ciclista). A rivalidade desportiva com Gino Bartali (apesar da longa amizade que os unia-os depois) se converte num assunto de alcance nacional em Itália. Em 1952, reconhece por completo o seu agnosticismo, declarações que levantam dúvidas na sociedade italiana até ao ponto de que os transalpinos se declaram seguidores de Coppi (agnóstico) ou de Bartali (católico convencido). Esta rivalidade tinha todos os ingredientes para levantar paixões: os dois grandíssimos campeões não podiam ser mais diferentes entre si (desde o carácter e a complexão física, até as suas ideias sociais e religiosas), mas de maneira surpreendente, as circunstâncias da competição ciclista lhes obrigou a se entenderem, protagonizando entre os dois alguns dos episódios mais memoráveis da história do Tour de France.
| “ | A respeito deste famoso incidente da garrafa, no Diário Marca explica-se que: No entanto, A Gazzetta dello Sport tem pesquisado o tema e ao que parece o fotógrafo Carlo Martini, autor da imagem, preparou-o todo para que uma mulher desse água a Fausto em plena ascensão. O problema é que estava colocada ao lado direito da calçada, pelo que ia Gino, pelo que este a apanhou para lha passar a Fausto. | ” |

| “ | No entanto, na própria Gazzetta dello Sport, dois anos depois descarta-se a teoria do envolvimento do fotógrafo, e diz-se: Portanto, Gino tem enchido a sua garrafa e passa-lhe a garrafa a Fausto, que já a apanhou, e que destapou previamente para acelerar a sua operação. Antes de passar a garrafa a Fausto, Gino tem tapado a sua garrafa. É impecável! Temos descoberto o mistério do "passo da garrafa"!!! Bom, ainda que ... e se Fausto já tinha enchido a sua garrafa, e estava a passar a garrafa a Gino antes de lhe pôr a tampa à sua para voltar a colocar em seu lugar? Ainda que esta suposição é realista, então... então... surge a pergunta sobre qual das duas garrafas está cheia. Por suposto! Mas aqui a lupa não pode nos ajudar. E daí? De modo que o mistério continua e talvez é melhor assim. | ” |

É muito famosa uma fotografia na que se pode ver a Fausto Coppi e a Gino Bartali passando uma garrafa de água no Col du Galibier na 11ª etapa do Tour de France de 1952. Depois de um longo período de inimizade pelo choque entre seus ideais religiosos (também se acha que pôde ser por conflitos com as suas mulheres), Fausto Coppi que já corria por então numa equipa rival ao de Gino Bartali, ao ver que a seu amigo e rival se lhe tinha terminado o água, lhe tendeu a garrafa e disse: "Toma Gino, bebe", ficando desde então limpada a inimizade que desde fazia vários anos lhes caracterizava. Sobre este facto circulam várias versões. Há teorias que apontam a que foi Bartali o que passou a água a Coppi e outras que defendem que não é possível saber que se passou realmente. (ver notas à margem). Inclusive os dois protagonistas da foto não se puseram, de acordo, e ambos afirmavam firmemente tempo depois ter passado a garrafa ao seu colega.

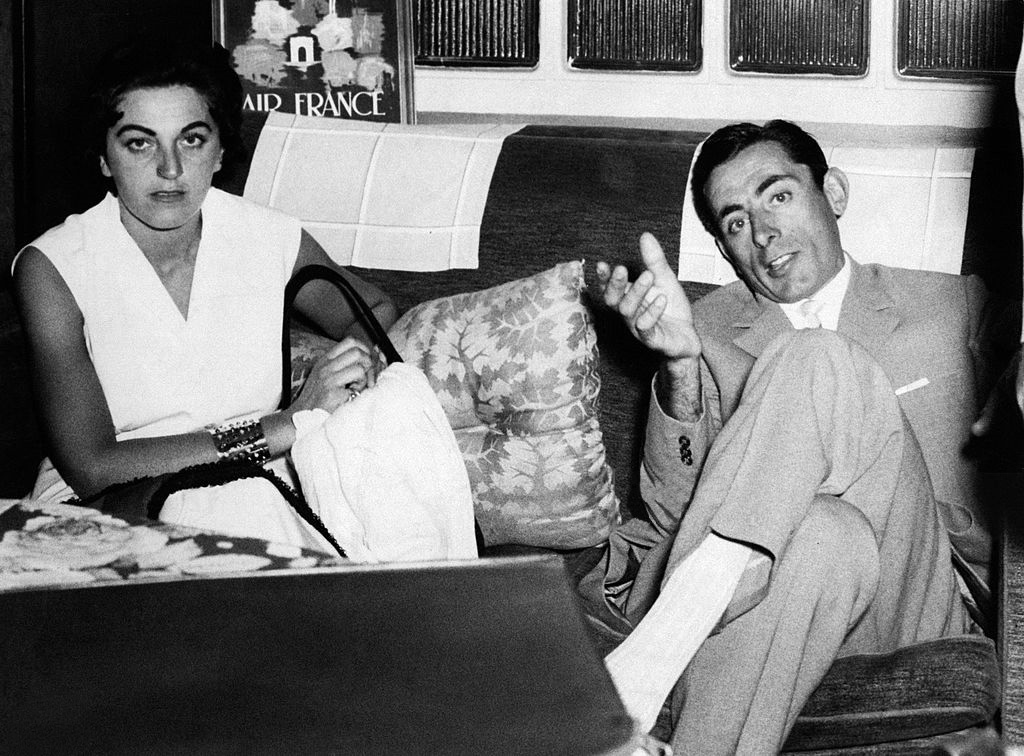
Coppi com Giulia Occhini em 1954

Entre 1952 e 1954, ainda foi capaz de encadear mais duas Voltas e um segundo Tour, conquanto durante a Volta de 1953, Coppi foi o centro da crónica rosa do momento por ter uma relação extraconjugal com Giulia Occhini, mulher do doutor Locatelli, fervente seguidor de Coppi. Occhini seria conhecida em adiante como a "Dama Branca". Fausto e Giulia iniciaram uma longa história de amor, que chegou a ser condenada abertamente até pelo próprio Papa Pio XII. Coppi e a sua primeira mulher Bruna Ciampolini (com a que se tinha casado em novembro de 1945 e tinha uma filha, Marinha, nascida em 1947) separaram-se em 1954, enquanto o doutor Locatelli denunciou a Giulia Occhini por adultério. Como consequência, a mulher teve que ingressar na cadeia enquanto a Coppi se lhe retirou o passaporte. Depois de muitas dificuldades, o casal casou-se no México (casamento nunca reconhecido em Itália) e tiveram um filho, Faustino.
No final de 1959, junto com outros ciclistas franceses, participa numa corrida e numa sessão de corrida no Alto Volta (actual Burkina Faso), ali é infectado pela malária. O diagnóstico da doença foi feita com atraso e a doença mesma foi mal curada, causando a morte de Fausto Coppi a princípios de 1960 com tão só 40 anos de idade.

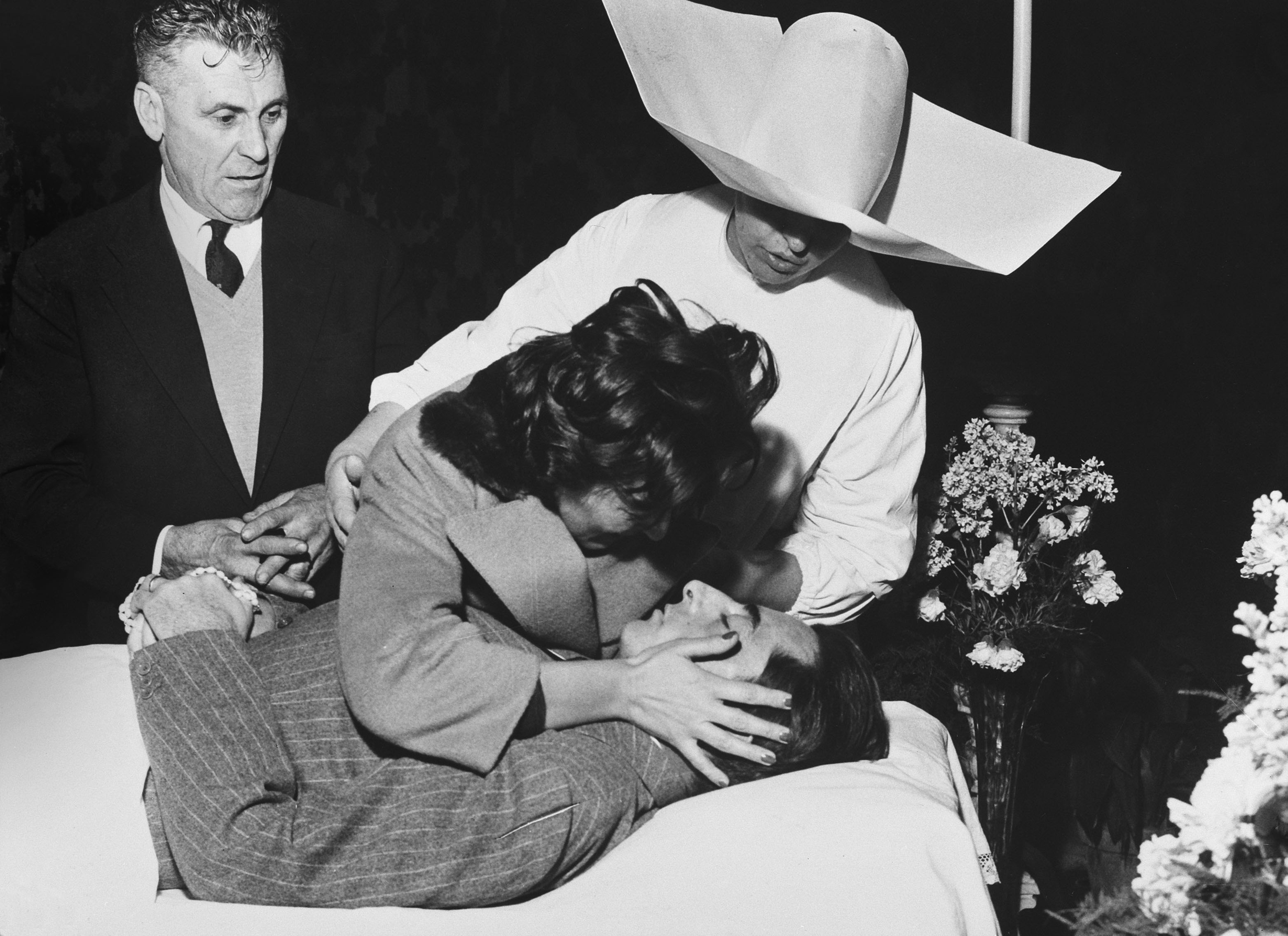
Funeral de Coppi em janeiro de 1960

Grande parte do sucesso de Coppi deve-se a que tinha revolucionado os sistemas de preparação, sendo quiçá o primeiro ciclista moderno, em contraposição a Bartali, um dos últimos representantes do ciclismo clássico. Seu físico não reunia condições atléticas excepcionais (se diz que seu esqueleto pôde sofrer raquitismo infantil, o que se traduziu em algumas graves fracturas durante a sua carreira), mas em mudança estava dotada de uma capacidade respiratória incomum (sete litros), um sistema circulatório e endócrino muito eficiente, musculatura modesta mas equilibrada e adequada para os esforços sustentados, e de umas extremidades longas e ligeiras. Em palavras do jornalista italiano G. Brera: "Uma invenção da natureza para completar o modesto talento mecânico da bicicleta".
Também não é desdenhável a sua condição de mito do desporto, agigantada por sua relativamente antecipada morte e pela enorme repercussão nos meios de comunicação do protagonista de façanhas desportivas quase sobre-humanas, numa época de penúrias na que Itália tentava sobrepor-se aos sem-sabores da pós-guerra. O aspecto quase místico e extremamente concentrado de Fausto Coppi que transmitiam as fotografias dos diários e as reportagens cinematográficas, a inquestionável majestosidade e elegância da sua forma de mover sobre a bicicleta, fizeram dele o desportista favorito de um país que precisava de motivos para recuperar o seu orgulho. No entanto, junto a esta justa imagem de extrema austeridade como desportista, Coppi tinha um carácter sociável, desfrutava da companhia dos seus amigos (com os que compartilhava a sua torcida às corridas), e inclusive era capaz de protagonizar aparecimentos humorísticas num programa de televisão junto ao seu velho camarada Gino Bartali.

## Carreira ciclista

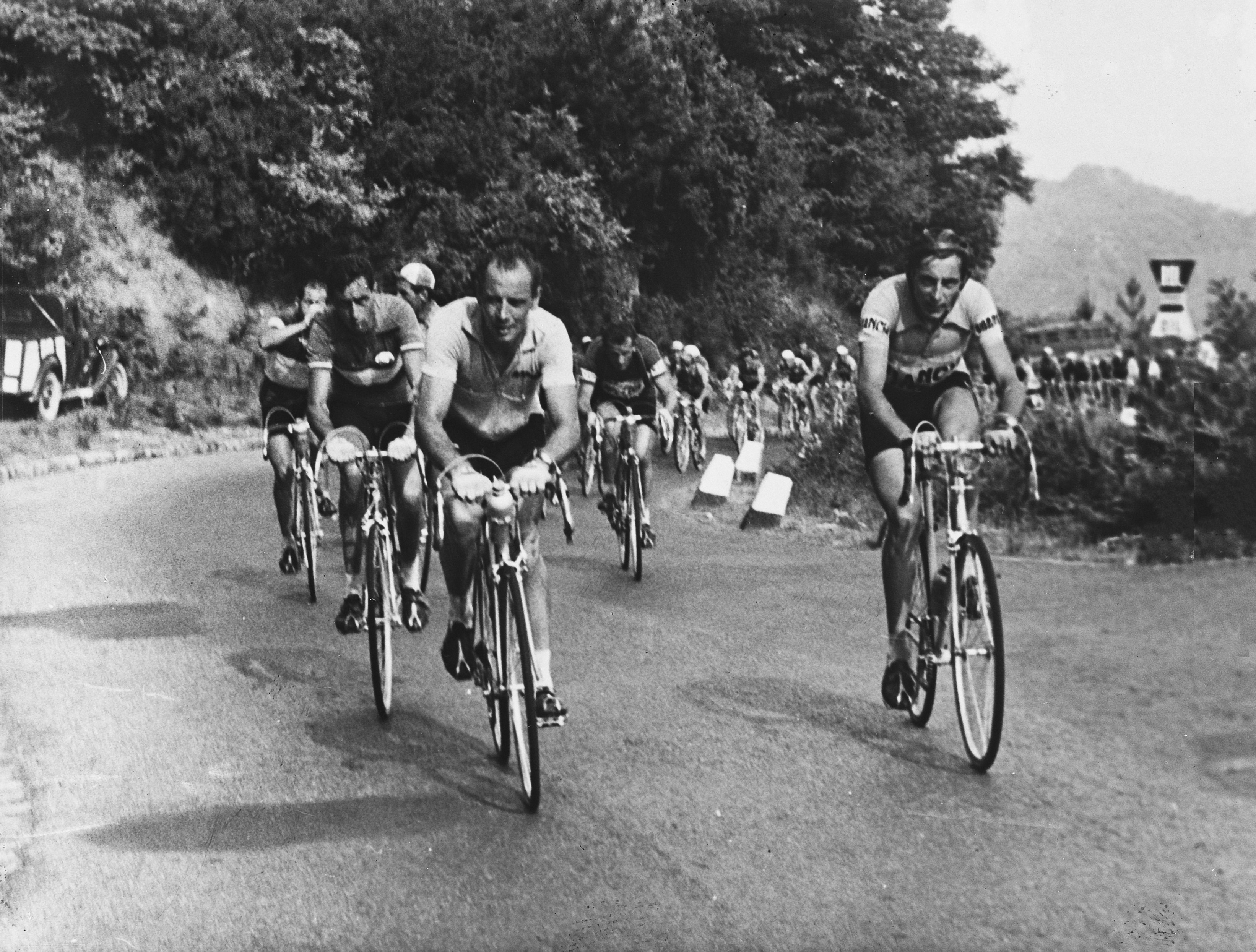
Coppi (direita) e Hugo Koblet encabeçando o Giro d'Italia de 1953

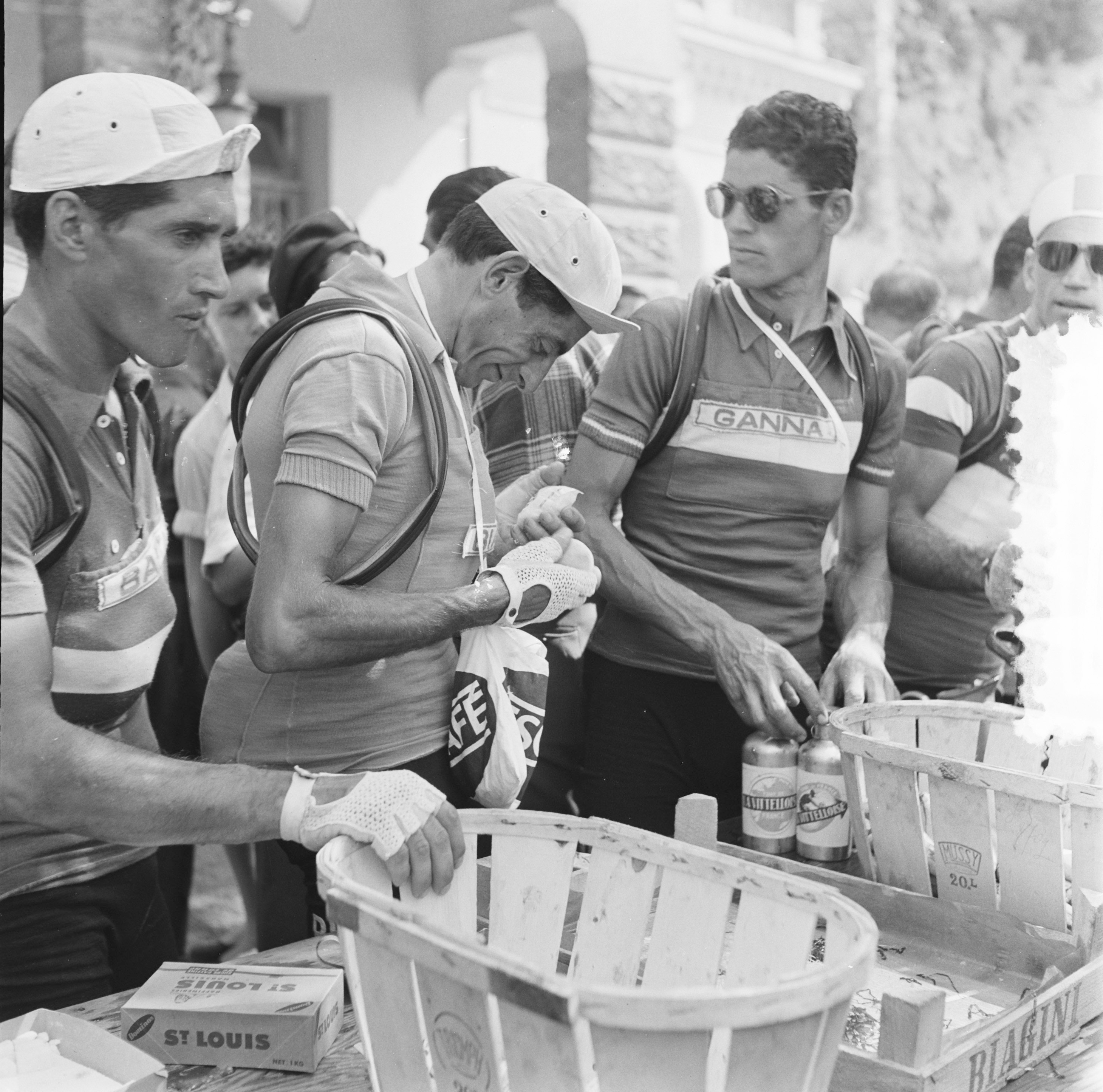
Giovanni Corrieri, Fausto Coppi e Mario Baroni, durante o Tour de France de 1952

Em 1939, passa a profissional onde ganha seis corridas essa mesma temporada. Mas o salto à fama de Coppi foi um ano depois quando, começando como gregário de Gino Bartali, conseguiu o seu primeiro de seus cinco Voltas a Itália. Também, esta vitória converteu-lhe no corredor mais jovem que se faz com o triunfo absoluto na Volta a Itália com 20 anos, 8 meses e 25 dias, um recorde ainda existente. Também em 1940 e 1941, proclama-se campeão italiano da especialidade de perseguição. Em 1942, estabelece o recorde da hora no velódromo Vigorelli de Milão, deixando a nova marca em 45,871 km, um recorde que resistiu 24 anos até a marca maior de Jacques Anquetil em 1966.
Em 1945, depois da paragem da Segunda Guerra Mundial, corre algumas corridas com a secção de ciclismo da Società Sportiva Lazio. Em 1946, nasce o legendário disputa entre Fausto Coppi e a equipa Bianchi, ao que o campeão italiano estaria unido durante uma década. A chegada de Coppi à equipa cedo dá os seus frutos quando ganha a sua primeira Milão-Sanremo com uma épica fuga que começa no Passo do Turchino e que acaba com 14 minutos de vantagem sobre o segundo classificado. Nicolò Carosio narrava-o assim na rádio:
Nesse ano também ganha três etapas da Volta (ainda que a geral levar-lha-ia Bartali), o Grande Prémio das Nações, o Circuito de Lugano e a Volta a Lombardia. Em 1947, sete anos após o primeiro, ganha o seu segundo Volta a Itália.
Em 1949, chega a definitiva consagração internacional de Coppi. Depois de ganhar a Milão-Sanremo e a Volta a Lombardia, na Volta a Itália (que também se adjudica) assina uma das que serão as suas façanhas mais célebres: 192 quilómetros em solitário na etapa entre Cuneo e Pinerolo. O famoso jornalista Mario Ferretti diria na sua crónica uma frase que entraria na história do ciclismo:
Nesse mesmo ano, atinge o zênite da sua carreira. Com a terceira Volta no bolso, encara o seu primeiro Tour de France. Fausto começou muito mal, perdendo mais em média hora na primeira etapa. Mas soube-se recuperar, dominando as duas etapas contra o relógio e impondo na etapa entre Briançon e Aosta. Consegue a vitória na geral sendo o primeiro homem que consegue ganhar Volta a Itália e Volta a França no mesmo ano, enquanto na França nasce o mito de "Fostò".
Em 1950, Coppi tem um início de temporada espectacular. Adjudica-se a Paris-Roubaix e a La Flèche Wallonne. Mas a sorte dá-lhe as costas ao "Campioníssimo" quando na etapa da Volta entre Vicenza e Bolzano, um corredor que vai por diante faz cair a Fausto, o que lhe provoca fractura de três costelhas pelo que dá por concluída a temporada.
Em 1951, as coisas não melhoraram para Coppi. O seu irmão Serse, também ciclista, morreu no Giro del Piemonte por causa de outra queda. A morte do seu irmão afecta a Fausto que faz uma discreta Volta. De qualquer jeito, na Volta a França desse mesmo ano (e ainda que sofre uma crise nervosa), ganha a etapa alpina entre Gap e Briançon.

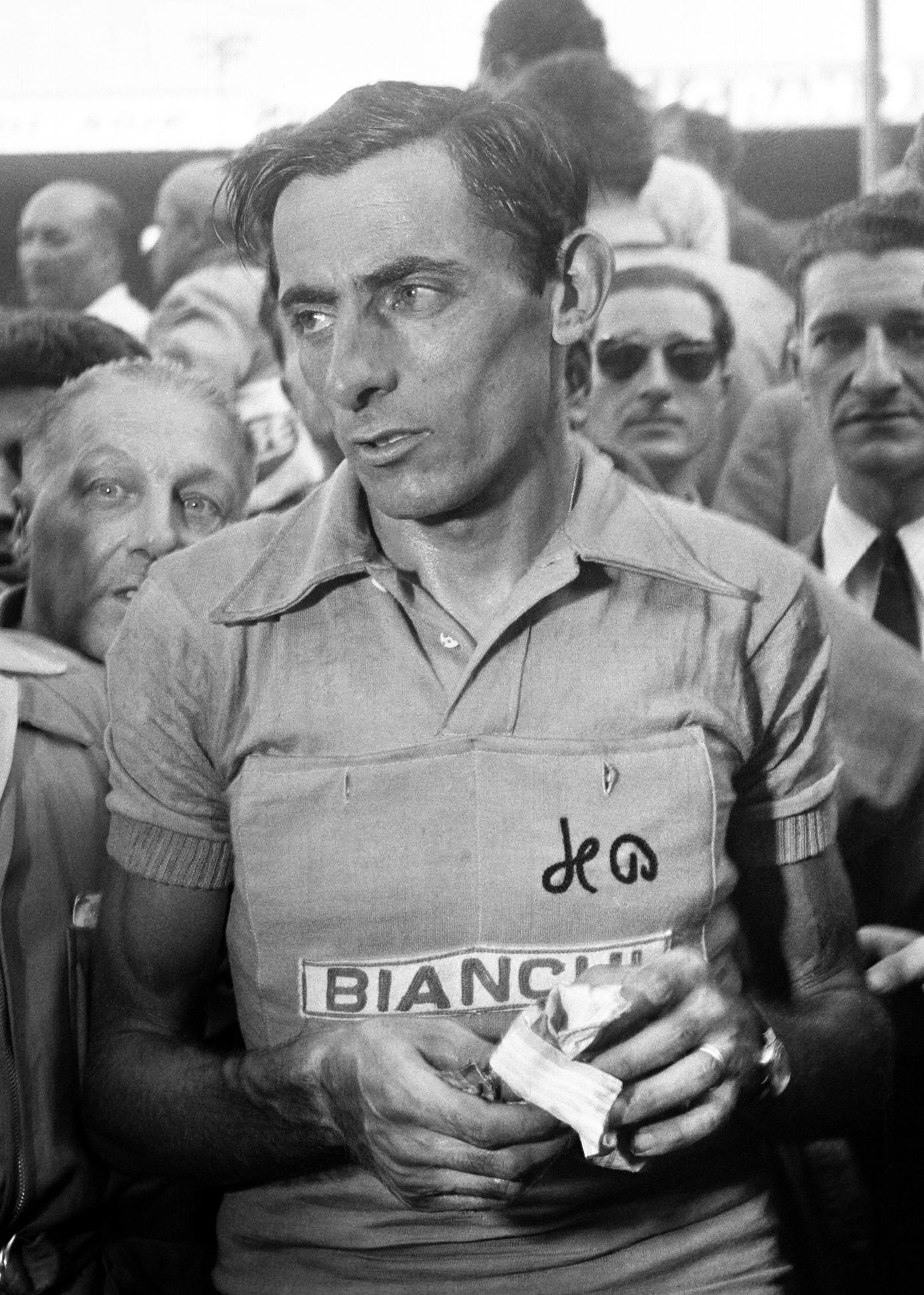
Fausto Coppi vencedor no Tour de France de 1952

Em 1952 volta a ser um ano excepcional para Coppi. Ganha em três etapas da Volta a Itália, cinco na Volta a França (uma delas, a primeira chegada ao Alpe d'Huez da história da "Grande Boucle"; desde então a volta francesa dedicou uma cima a Coppi), e chega com o maillot amarelo a Paris. Completa o seu segundo doblete Giro-Tour na mesma temporada.
Em 1953 consegue a quinta Volta a Itália e também ganha o campeonato do mundo em Lugano, mas a sua actividade se estava a reduzir já por culpa de alguns acontecimentos como o assunto da sua separação matrimonial e a polémica em Itália da sua relação com Giulia Occhini, que puderam afectar o seu rendimento.
Em 1954 ganha uma das suas últimas grandes corridas, a Volta a Lombardia. Ainda activo, falece em 1960 vítima da malária, depois de ir a uma corrida em Alto Volta. Ao longo da sua vida desportiva, tinha vestido a maglia rosa durante 31 dias e o maillot amarelo durante 19 jornadas.
Sem nenhum género de dúvidas, Coppi é um dos melhores ciclistas de todos os tempos. Dele se chegou a dizer:

## Reconhecimentos e Honras
- O superlativo italiano "campioníssimo" (campeão de campeões), utilizou-se para qualificar sucessivamente a Costante Girardengo,[18] Alfredo Binda,[19] Gino Bartali e Coppi, e não voltará a ser utilizado para nenhum outro campeão após a morte deste último.[20]
- Poucos anos após a sua morte, o governo italiano levantou em Castellania um mausoléo onde repousam Fausto Coppi e o seu irmão Seser.[21]
- Têm-se erigido estelas em honra à sua memória no passo do Stelvio, no passo Pordoi e no Col de Larche.
- Em 1965, o nome "Cima Coppi" aparece na Volta a Itália pela primeira vez para designar na cada edição da corrida a cume mais alta.[22]
- Em 2001, um ano após a morte de Gino Bartali, uma corrida italiana criada em 1984 passou a chamar-se Semana Internacional Coppi e Bartali, em honra a estes dois corredores.[23]
- Em 2002, Coppi é um dos 44 corredores seleccionados no "Salão da Fama" da União Ciclista Internacional.[24]
- Também neste ano, um monumento em sua memória foi inaugurado em Turim, com 21 pedras em sua base representando lugares memoráveis da sua carreira.[25]
- Na mesma cidade, um estádio de ciclismo leva o seu nome.
- Em 2010, o estado de San Marino emitiu dois selos para comemorar o 50º aniversário da morte de Fausto Coppi e o décimo aniversário da de Gino Bartali. Este díptico representa o intercâmbio de uma garrafa durante uma corrida.
- Foi designado como um dos ciclistas mais destacados da história ao ser eleito no ano 2002 para fazer parte da Sessão Inaugural do Cycling Hall of Fame da UCI.
- De acordo com o seu palmarés, figura no Nº 3 da "Classificação dos 100 melhores ciclistas de todos os tempos" do Cycling Hall of Fame da UCI.[26][27]

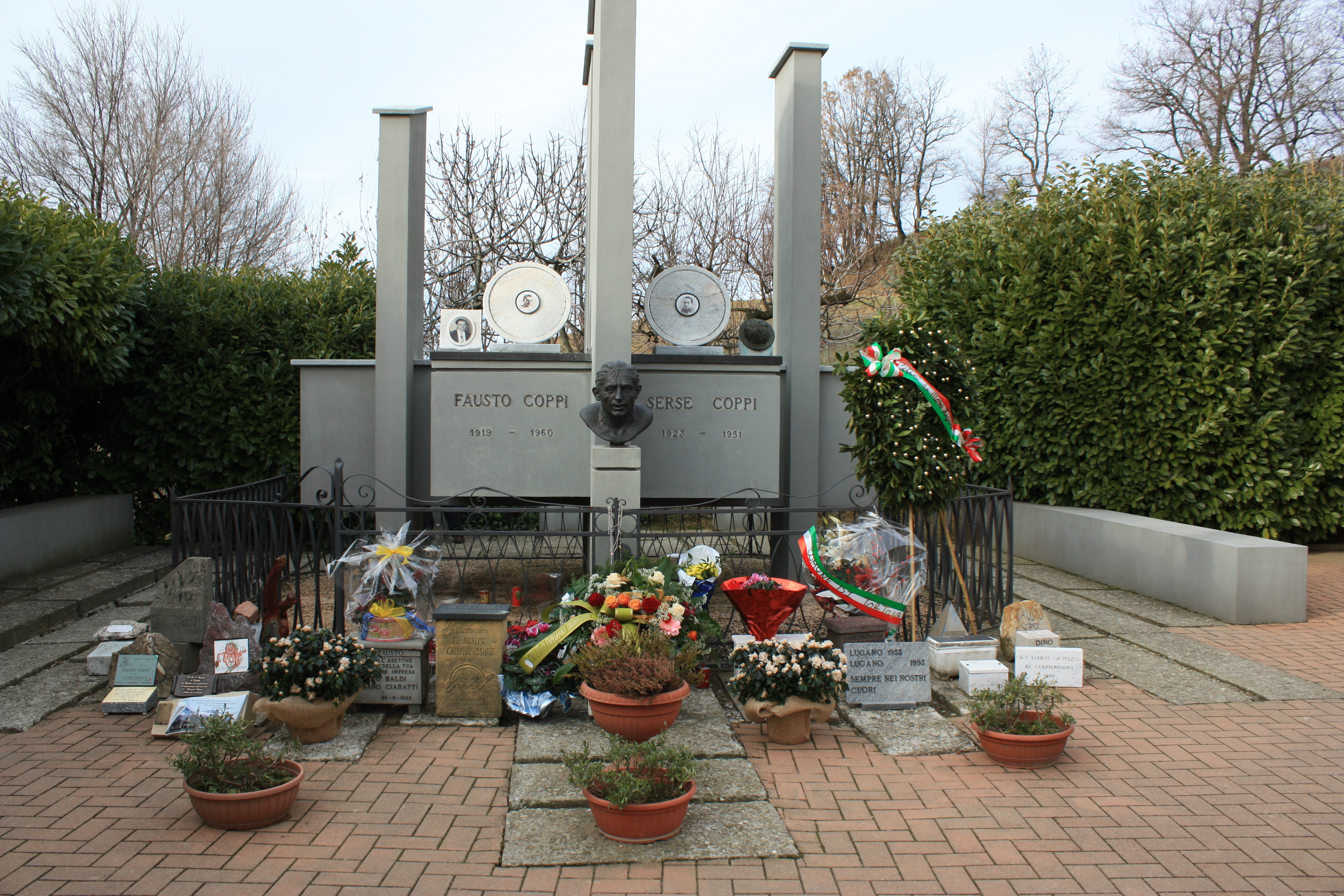
Monumento em memória de Fausto e Serse Coppi, em Castellania
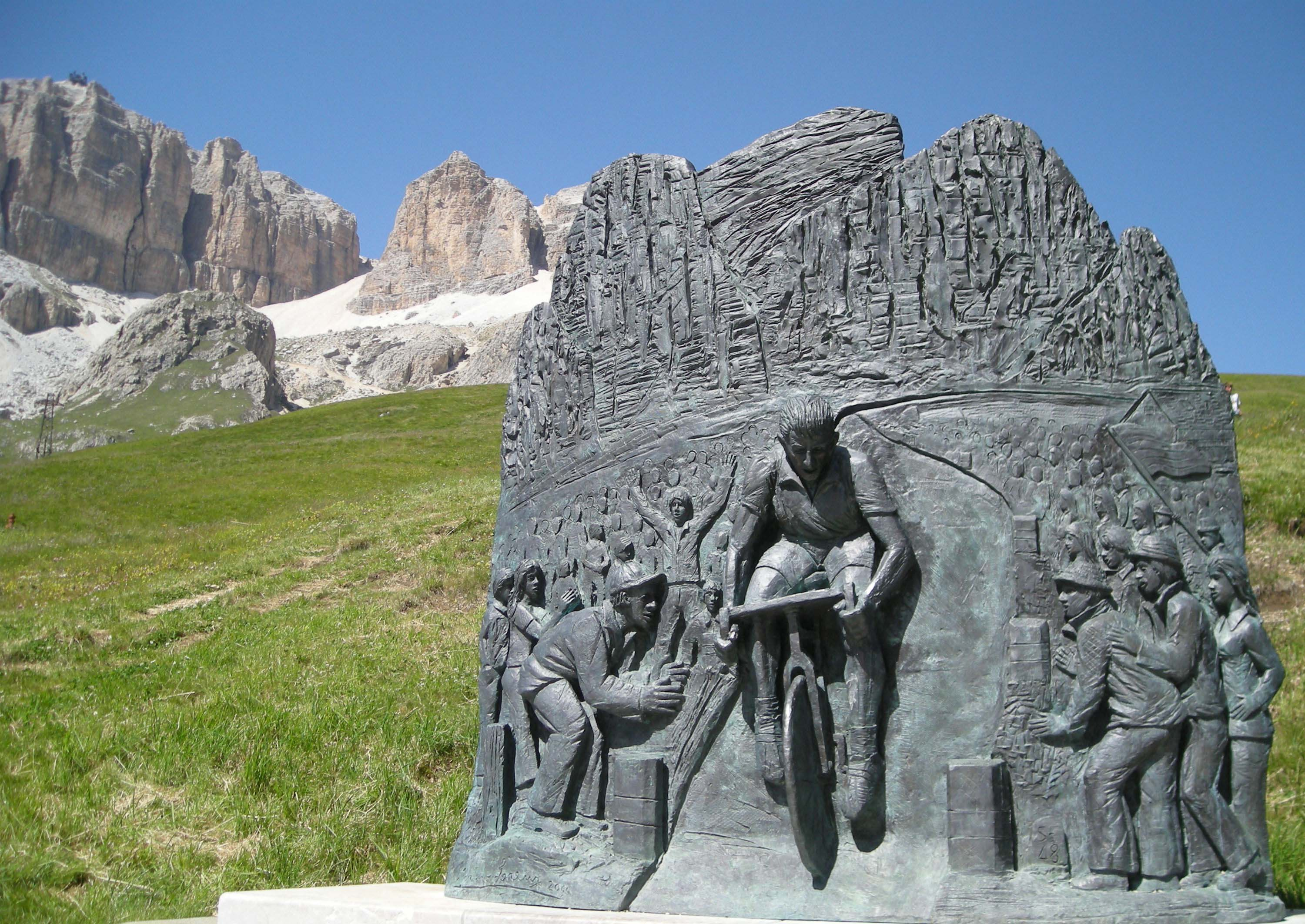
Monumento a Coppi no Passo Pordoi (Dolomitas) erigido pela comuna de Canazei (2/7/2000)
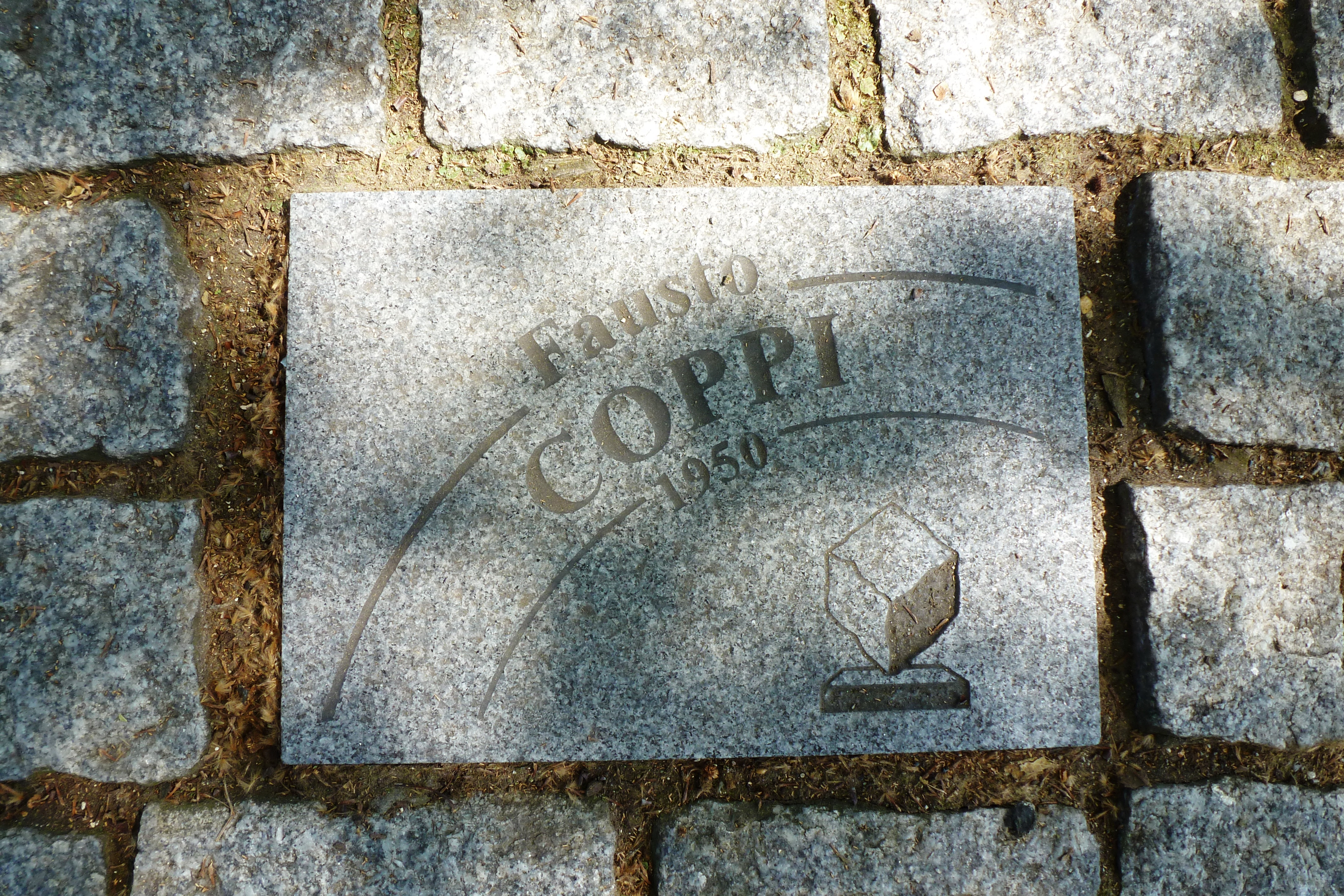
Lousã de pavimento ("pavé") dedicada a Fausto Coppi, na avenida Charles Crupelandt de Roubaix
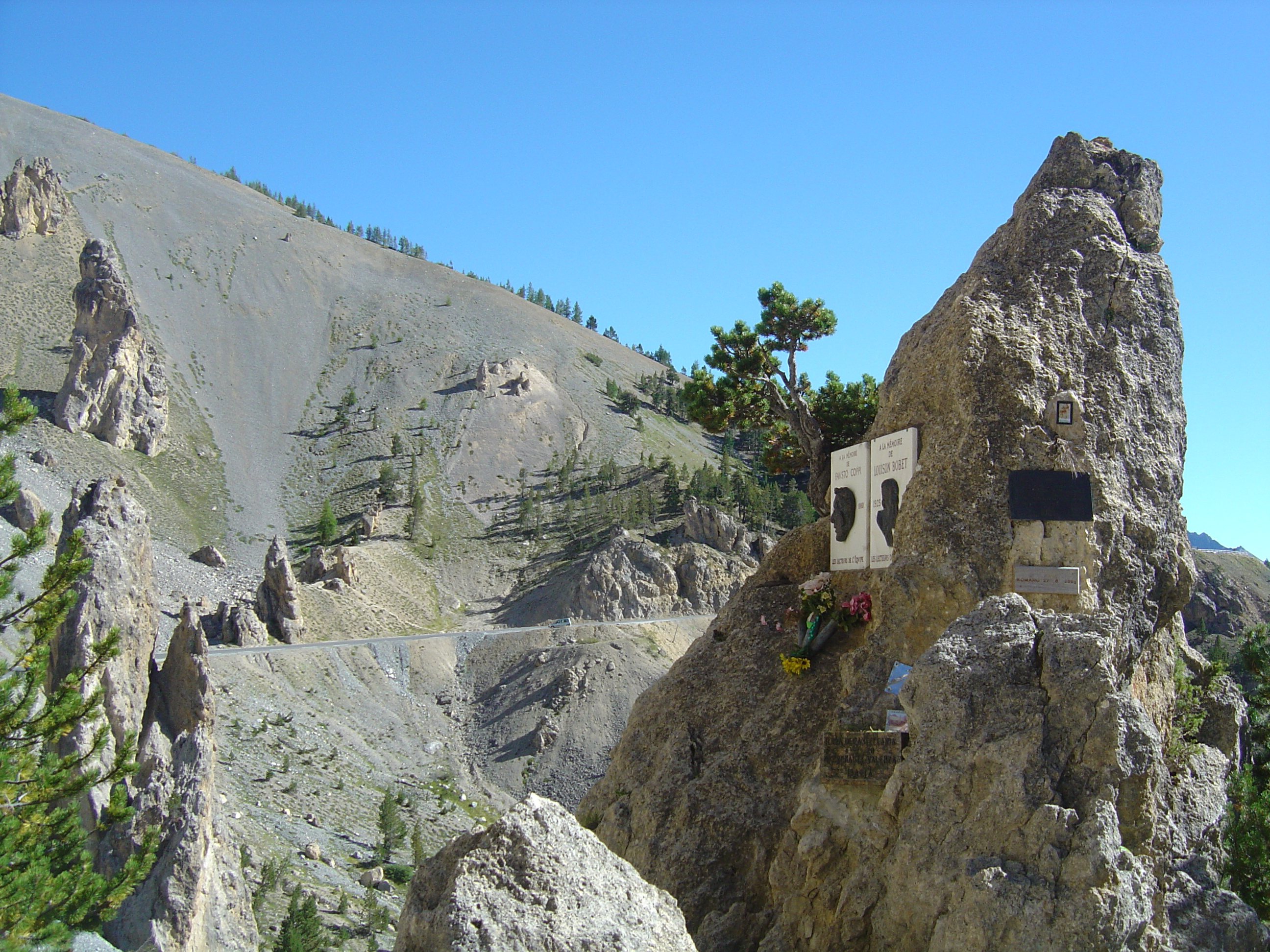
Estelas de Coppi e Louison Bobet na Casse Déserte (vertente Sul da ascensão ao Col d'Izoard)

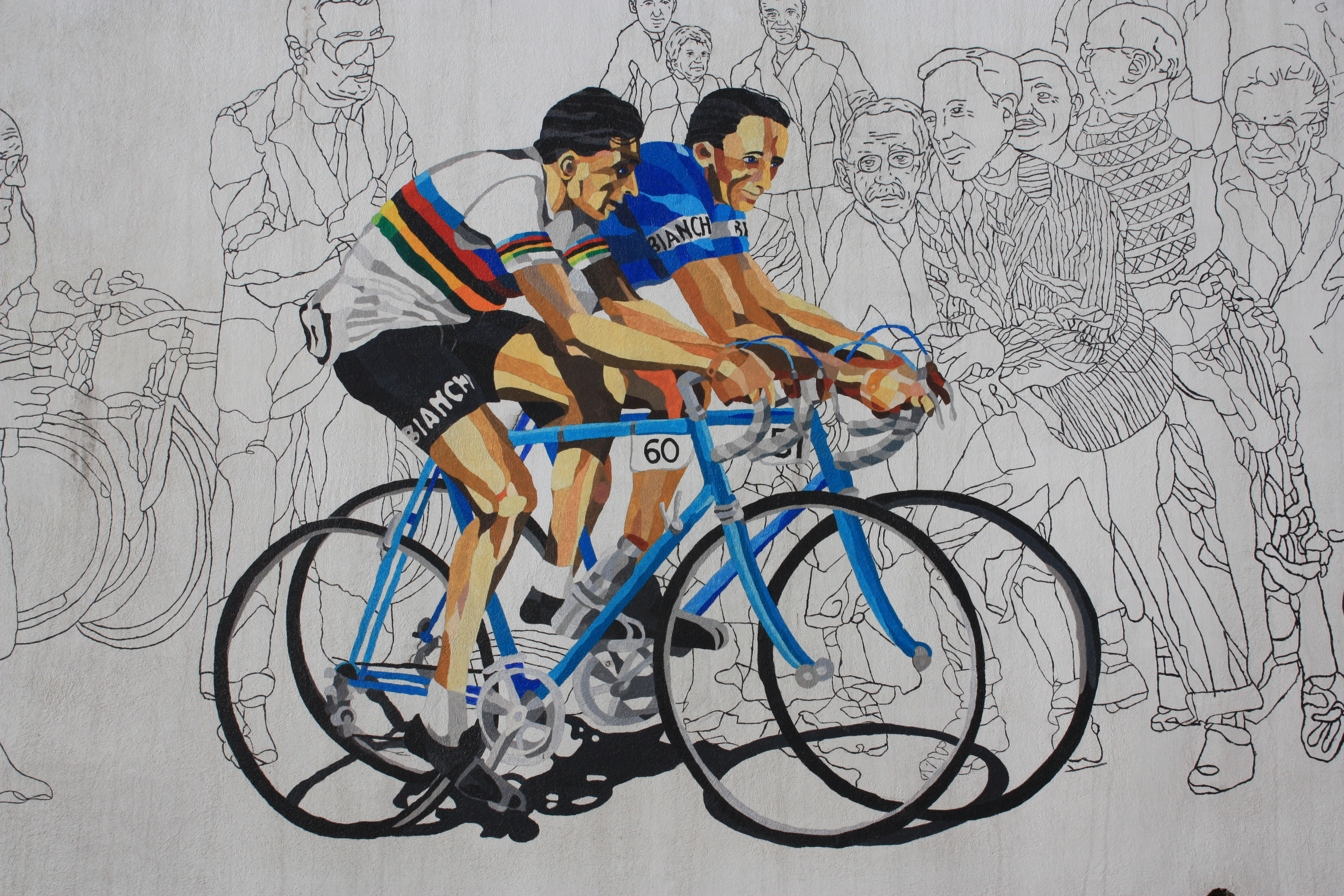
Mural em Castellania. Fausto Coppi (com o maillot arco-íris) e seu irmão Serse
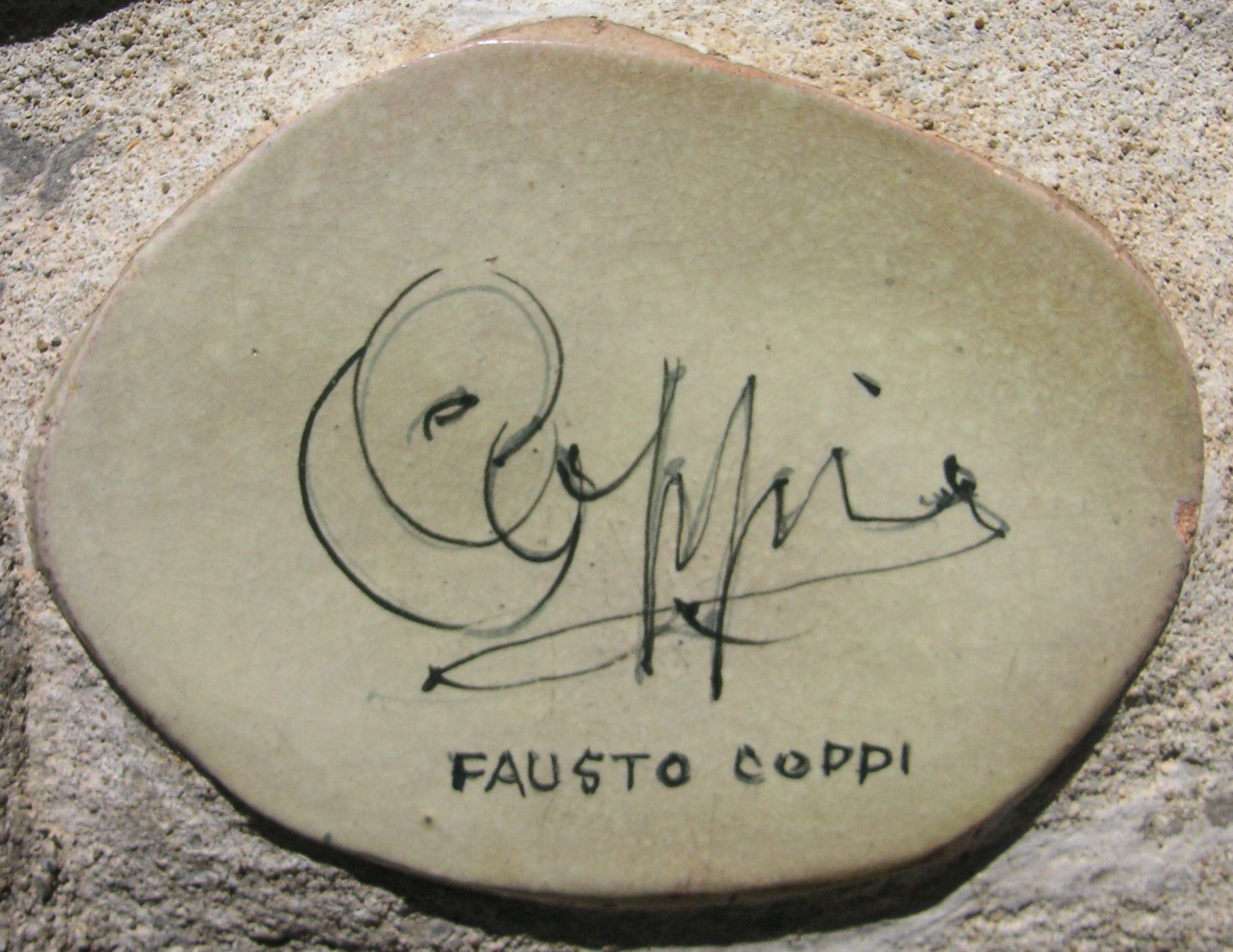
Cerâmica com o autógrafo de Coppi no "muretto di Alassio"
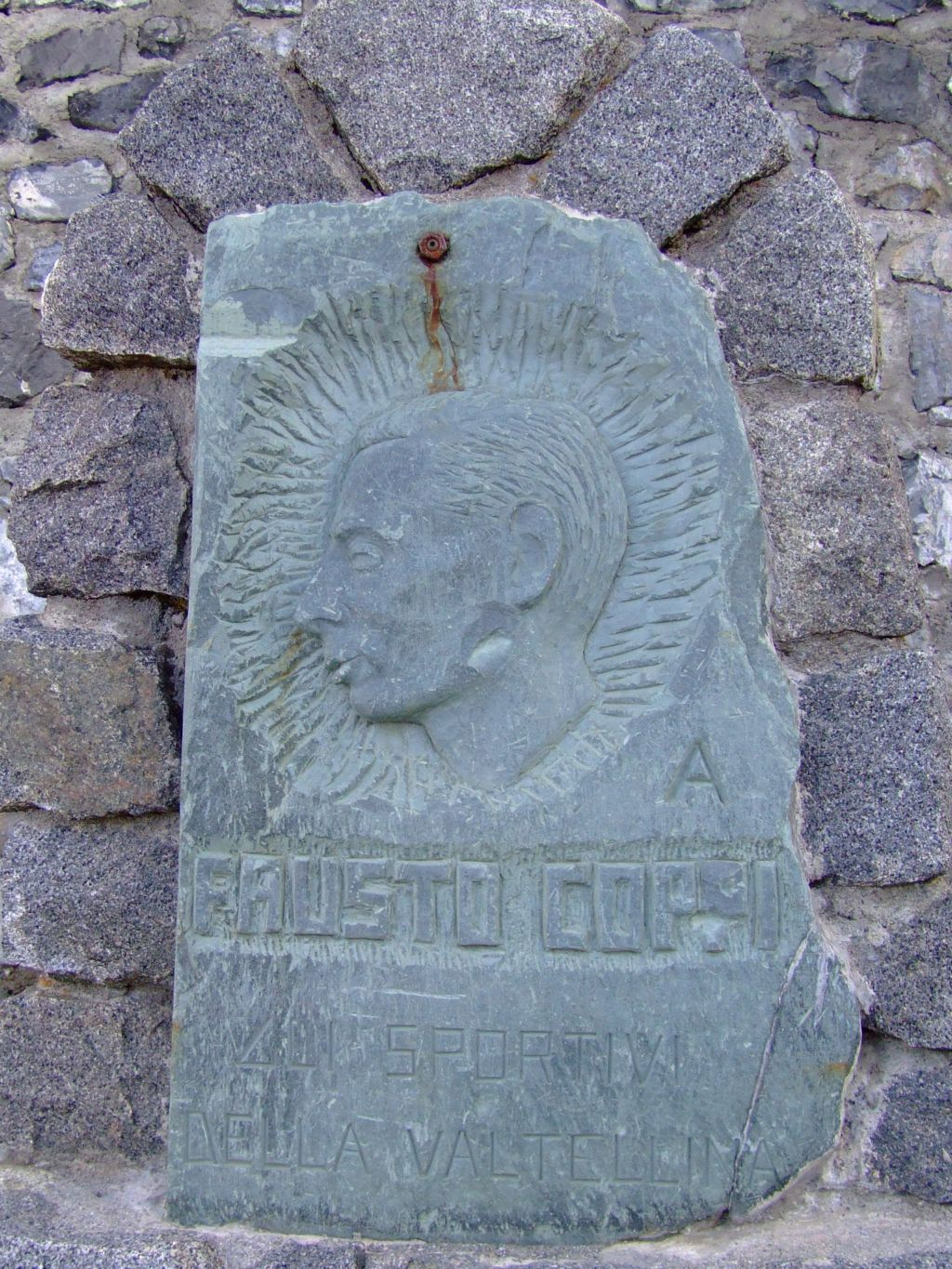
Estela em lembrança de Fausto Coppi no Passo do Stelvio
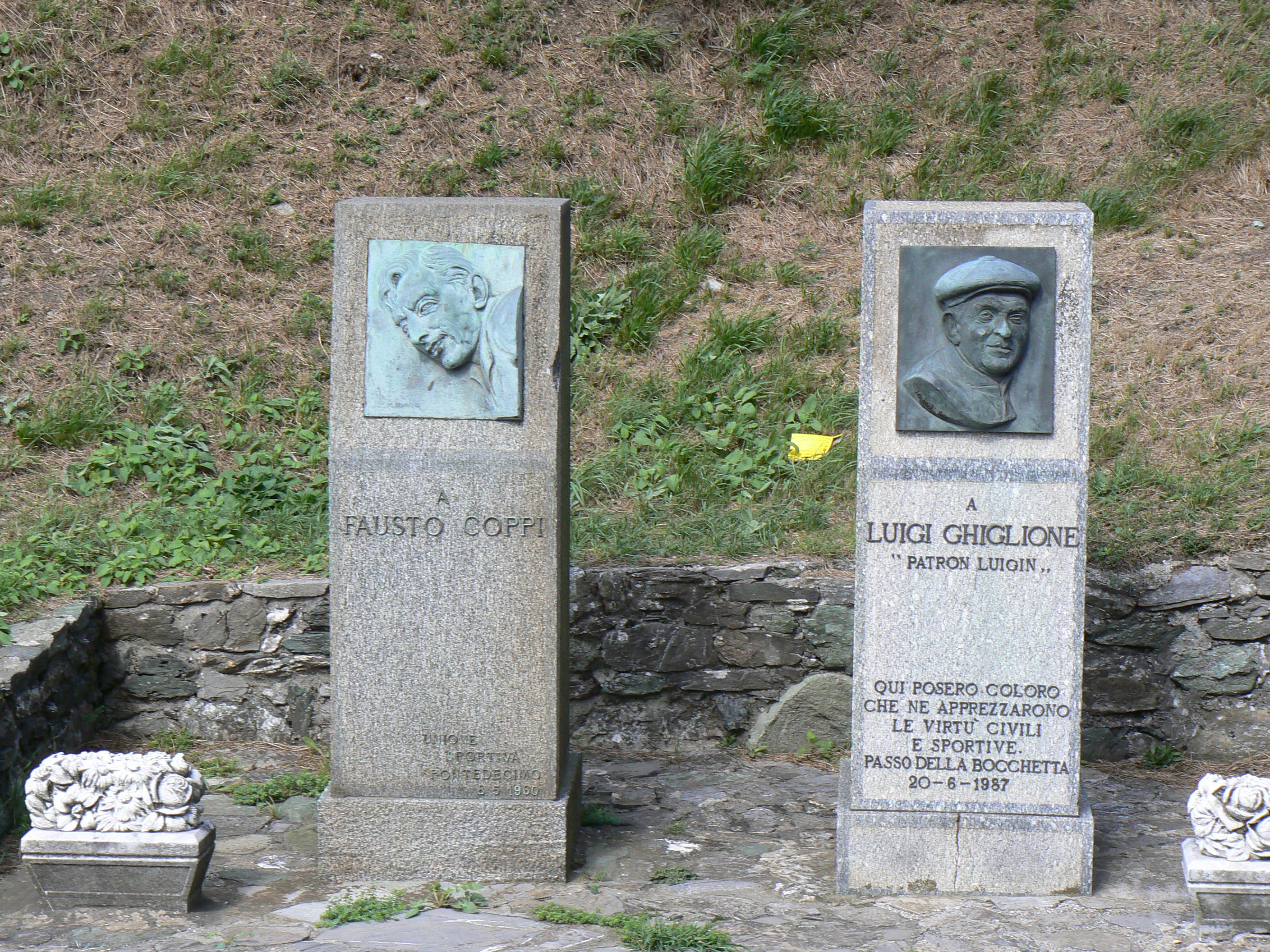
Monumento a Fausto Coppi no passo alpino da Bocchetta, no Piemonte
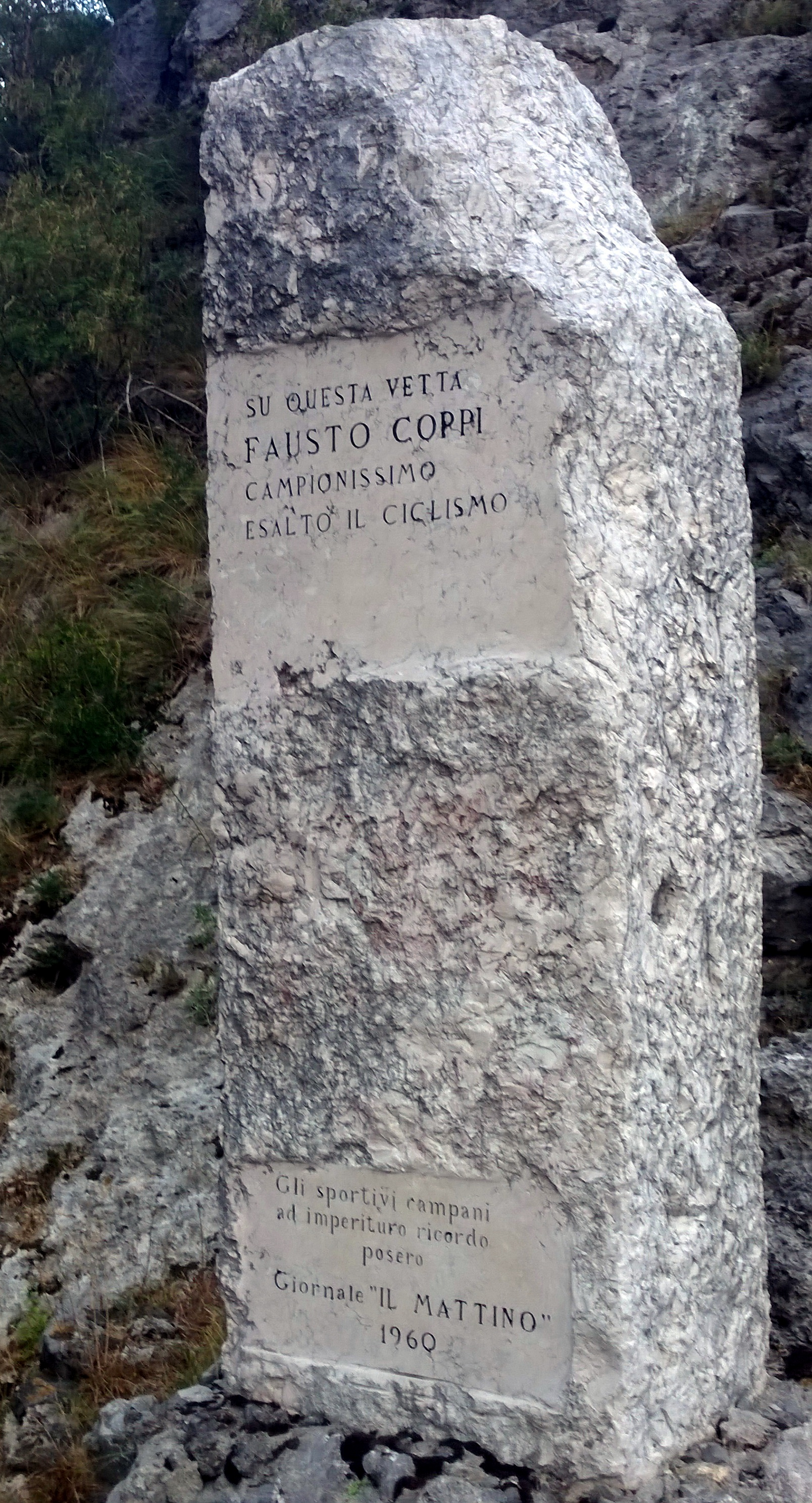
Monumento em memória de Fausto Coppi no passo de Agerola (NA)
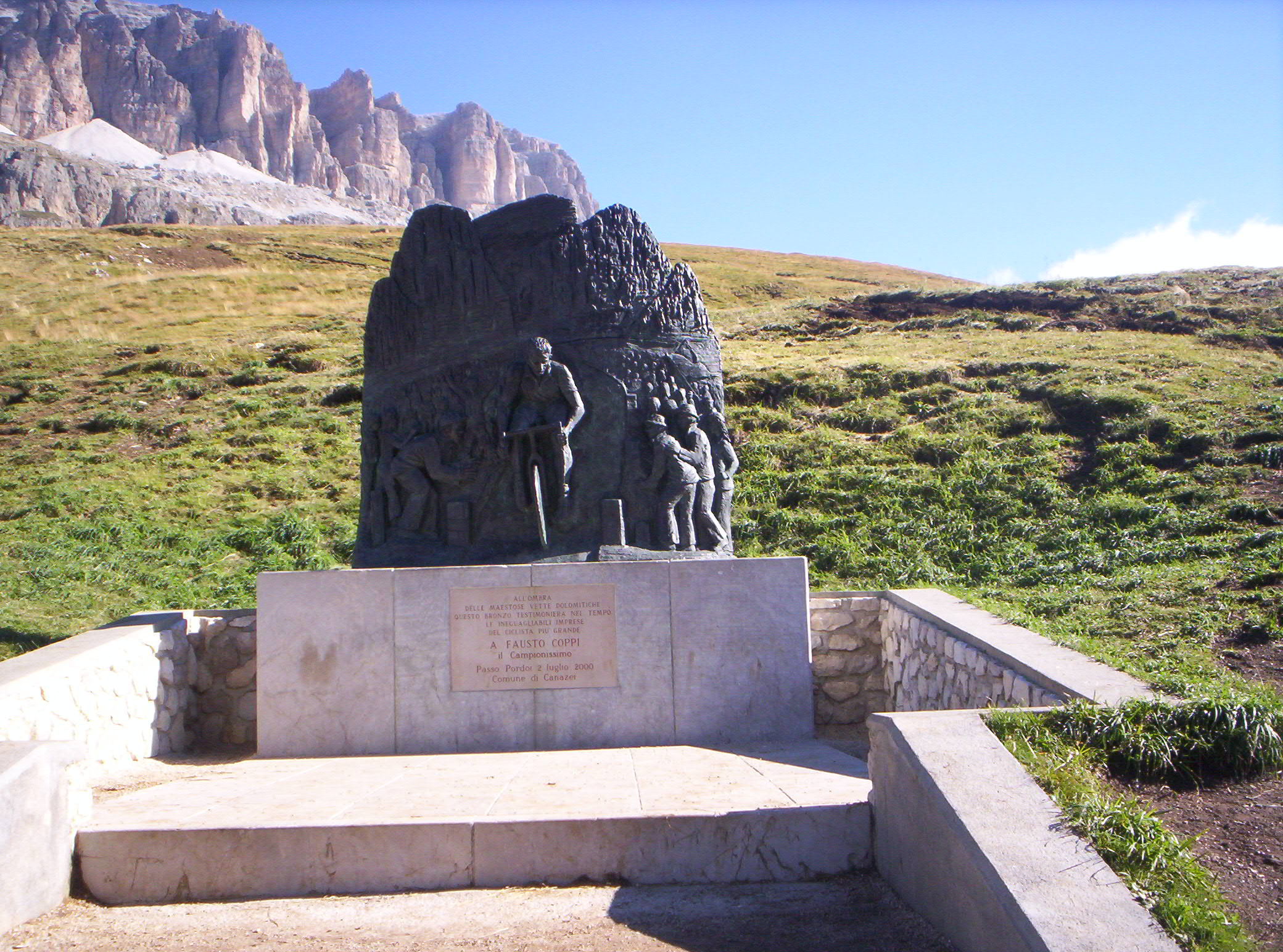
Memorial à Fausto Coppi na Itália

## Palmarés destacado
| 1940 - Volta a Itália , mais 1 etapa - Campeonato da Itália de perseguição 1941 - Campeonato da Itália de perseguição - Tre Valli Varesine - Giro d'Emilia - Giro de Toscana - Giro do Veneto - Volta da Província de Milão 1942 - Recorde da hora - Campeonato da Itália em estrada - Campeonato da Itália de perseguição 1946 - Milão-Sanremo - Volta a Lombardia - GP das Nações - 2º no Volta a Itália, mais 3 etapas - Giro da Romagna 1947 - Volta a Italia, mais 3 etapas - Campeão da Itália em estrada - Campeonato Mundial de perseguição - Campeonato da Itália de perseguição - Volta a Lombardia - À travers Lausanne - GP das Nações - Giro d'Emilia - Giro do Veneto - Giro da Romagna 1948 - Milão-Sanremo - Tre Valli Varesine - Volta a Lombardia - 2 etapas do Volta a Itália, mais classificação da montanha - 2º no Campeonato da Itália em estrada - Giro d'Emilia 1949 - Tour de France , mais 3 etapas e classificação da montanha - Volta a Itália , mais 3 etapas e classificação da montanha - Milão-Sanremo - Volta a Lombardia - Campeonato Mundial de perseguição - Campeonato da Itália em estrada - 3° no Campeonato do Mundo em estrada - Giro do Veneto - Giro da Romagna - Challenge Desgrange-Colombo | 1950 - Paris-Roubaix - La Flèche Wallonne - Giro Reggio Calabria 1951 - 1 etapa do Tour de France, mais classificação da montanha - 2 etapas do Volta a Itália - Grande Prêmio de Lugano (contrarrelógio) 1952 - Tour de France , mais 5 etapas e classificação da montanha - Volta a Itália , mais 3 etapas - Grande Prêmio de Lugano (contrarrelógio) 1953 - Campeonato Mundial em estrada - Volta a Itália , mais 3 etapas - Troféu Baracchi 1954 - Volta a Lombardia* 1 etapa do Volta a Itália, mais classificação da montanha - Troféu Baracchi - Coppa Bernocchi - 2º no Campeonato da Itália em estrada - Troféu Baracchi - Giro di Campania 1955 - Campeonato da Itália em estrada - Giro dos Apeninos - 2º no Giro de Itália, mais 1 etapa - Tre Valli Varesine - Troféu Baracchi - Giro di Campania 1956 - Grande Prêmio de Lugano (contrarrelógio) 1957 - Troféu Baracchi |

## Resultados em Grandes Voltas e Campeonato do Mundo
Durante sua carreira desportiva tem conseguido os seguintes postos nas Grandes Voltas e nos Campeonatos do Mundo em estrada:
| Corrida            | 1939 | 1940 | 1941 | 1942 | 1943 | 1944 | 1945 | 1946 | 1947 | 1948 | 1949 | 1950 | 1951 | 1952 | 1953 | 1954 | 1955 | 1956 | 1957 | 1958 | 1959 |
| ------------------ | ---- | ---- | ---- | ---- | ---- | ---- | ---- | ---- | ---- | ---- | ---- | ---- | ---- | ---- | ---- | ---- | ---- | ---- | ---- | ---- | ---- |
| Giro d'Italia      | -    | 1º   | X    | X    | X    | X    | X    | 2º   | 1º   | Ab.  | 1º   | Ab.  | 4º   | 1º   | 1º   | 4º   | 2º   | -    | -    | 32º  | -    |
| Tour de France     | -    | X    | X    | X    | X    | X    | X    | X    | -    | -    | 1º   | -    | 10º  | 1º   | -    | -    | -    | -    | -    | -    | -    |
| Volta a Espanha    | X    | X    | -    | -    | X    | X    | -    | -    | -    | -    | X    | -    | X    | X    | X    | X    | -    | -    | -    | -    | Ab.  |
| Mundial em estrada | X    | X    | X    | X    | X    | X    | X    | Ab.  | -    | Ab.  | 3º   | -    | -    | -    | 1º   | 6º   | -    | 15º  | -    | 17º  | -    |

-: Não participa

Ab.: Abandono

X: Edições não celebradas